# Осока бідноцвіта
Осока бідноцвіта, осока малоквіткова (Carex pauciflora) — вид рослин родини осокові (Cyperaceae), поширений у помірних областях Європи, Азії, Північної Америки.

## Опис
Багаторічна трав'яниста рослина 10–20 см заввишки. Рослина з висхідним або горизонтальним кореневищем. Нижні лускоподібні листки світло-бурі. Покривні луски при дозріванні плоду опадають. Мішечки вузькі, веретеноподібні, до 6–7 мм довжиною, при дозріванні косо вниз відхилені.

## Поширення
Поширений у помірних областях Європи, Азії, Північної Америки (Сен-П'єр і Мікелон, Канада, пн. США).
В Україні вид зростає на сфагнових болотах — дуже рідко в західному Поліссі (Житомирська обл., болото Озерянське) і зрідка в Карпатах.